# Malevo (telenovela)
Malevo  fue una telenovela Argentina, emitida por Canal 9 (Buenos Aires) que el 30 de marzo de 1972 fue todo un acontecimiento, con su salida los jueves en horario central nocturno de las 20.30 a 22.00, rompió el índice de audiencia, acompañaba las cenas de las familias de clase media, que se reunían junto al televisor.
Junto a Rodolfo Beban, actuaron también, Nora Massi (la negra peñalosa, amiga de nadie, que era la machona guapa, de los barrios bajos que frecuentaba los bares nocturnos de hombres), Gabriela Gilli (la rubia linda, pretendida por muchos del malevaje y los de clase alta, que se peleaban por ella), Oscar Ferrigno (el rival del malevo, que también pretendía a la rubia linda, y que tuvo varios enfrentamientos con el malevo, pero un hombre de palabra). También tuvieron actuaciones importantes, Rolando Chaves, Rey Charol (el negro), Ignacio Quiros, German Kraus, Romualdo Quiroga, Elena Sedova y Beatriz Día Quiroga (Laura) entre un gran elenco.

## Argumento
Allá, en el Buenos Aires de 1900, un joven de la aristocracia llamado Rodolfo Escalante Almada (Rodolfo Beban) deja de lado las buenas costumbres de su clase y por las noches se inmiscuye en un mundo suburbano de duelos, guapos, patotas y faldas. Como parte de esta doble vida lleva el nombre de "el Pibe Navarro". En una de esas noches, dará con María (Gabriela Gilli), una bella mujer de los arrabales, de la que se enamorará perdidamente.
Protagonizada por Rodolfo Beban, actuaron también, Nora Massi (la Negra Peñaloza, amiga de nadie pero enamorada de Santos Brizuela, que era la machona, cafisia, de los barrios bajos que frecuentaba los bares nocturnos de hombres), Gabriela Gilli (la rubia linda, pretendida por muchos del malevaje y los de clase alta, que se peleaban por ella), Oscar Ferrigno (Santos Brizuela, rival del malevo, que también pretendía a la rubia linda, y que tuvo varios enfrentamientos con aquel). También tuvieron actuaciones importantes, Rolando Chaves, Rey Charol, Ignacio Quiros, Geman Krauss, Romualdo Quiroga, Beatriz Diaz Quiroga (Laura) y Francisco Cocuzza (interpretaba a Carrara un boxeador veterano y perdedor).
La tira duró 3 temporadas, su autor Abel Santa Cruz.
El tango "Te llaman Malevo", con música de Aníbal Troilo, letra de Homero Expósito, fue la cortina musical, con la magnífica interpretación de Roberto Achával acompañado por la orquesta dirigida por Santos Lipesker.
Tango "Te llaman Malevo".......	
Nació en un barrio con malvón y luna, por donde el hambre suele hacer gambetas y desde pibe fue poniendo el hombro y anchó a trabajo su sonrisa buena. La sal del tiempo le oxidó la cara, cuando una mina lo dejó en chancleta y entonces solo, para siempre solo, largó el laburo y se metió en la huella. Malevo, te olvidaste en los boliches los anhelos de tu vieja. Malevo, se agrandaron tus hazañas con las copas de ginebra. Por ella, tan solo por ella, dejaste una huella de amargo rencor. Malevo, ¡qué triste! Jugaste y perdiste, tan solo por ella que nunca volvió. Tambor de tacos redoblando calles para que se entren las muchachas buenas y allí el silencio que mastica el pucho dejando siempre la mirada a cuenta. Dicen que dicen que una noche zurda, con el cuchillo deshojó la espera y entonces solo, como flor de orilla, largó el cansancio y se mató por ella.......

## Reparto
- Rodolfo Beban -(Rodolfo Escalante Almada / El Rubio Navarro)
- Gabriela Gili (María)
- María Aurelia Bisutti (María Magda)
- Elena Sedova (María)
- Jorge Abdala(Dalmiro)
- Dorita Acosta (Carmen)
- Alejandro Anderson
- Luis Aranda
- Horacio Arijó (Iruña)
- Eduardo Ayala (Comisario Otaegui)
- Juan Carlos Barbieri (Alfredo)
- María Battaglia (Sofía)
- Miguel Bebán (Aníbal)
- Amalia Bernabé (Tía Margarita)
- Hilda Bernard (Amanda Viale)
- César Bertrand (Peniche)
- Carlos Bianquet (Dr. Salaberry)
- Betiana Blum (Mujer del barco)
- Luisina Brando (Paula)
- Oscar Casco (Camilo Bayeta)
- Patricia Castell (Ernestina)
- Alba Castellanos (Susana)
- Amparito Castro (Juanita)
- Stella Maris Closas (Eufemia)
- Francisco Cocuzza (Carrara)
- Liliana Correa
- Luis Corradi
- Yayi Cristal (Zulema)
- Carla Chimento (Susanita)
- Rey Charol (Valentín)
- Rolando Chaves (Florencio Tamayo)
- Alejandra Da Passano (Yolanda)
- Jorge de la Riestra (Arrillaga)
- Delfy De Ortega (Remedios)
- Mónica del Giúdice (Empleada)
- Beatriz Día Quiroga (Laura)
- Ursula Díaz (Natalia)
- Néstor Ducó (Riglos)
- Graciela Dufau (Teresa)
- Aldo Favilla (Político)
- Oscar Ferrigno (Santos Brizuela)
- Golde Flami (Victoria)
- Fabiana Gavel (Ninón)
- Héctor Gióvine (Coronda)
- Lía Gravel (Elisa)
- Iván Grondona (Paredes)
- Zelmar Gueñol (Ricci)
- María Ibarreta (Raquel)
- Alma Ingianni (Susana)
- Miguel Jordán
- Walter Kliché (Jorge Newbery)
- Germán Kraus (El Bebe Solimano)
- Domingo Laino
- Juan Carlos Lamas (Romualdo)
- Stella Maris Lanzani (Luciana)
- Noemí Laserre (Sra. Riccardi)
- Juan Carlos Lima (Compadre de Santos Brizuela)
- Diana Longarti (Amiga de Raquel)
- Norma López Monet (Criada)
- Onofre Lovero (Emilio)
- Elizabeth Makar (Amiga de Raquel)
- Atilio Marinelli (Beltrán)
- Horacio Márquez (De Leone)
- Fernando Martiarena
- Duilio Marzio (Ferrari)
- Nora Massi (Negra Peñaloza)
- Juan José Míguez (Vicente)
- Rodolfo Morandi (Carrasco)
- Inés Moreno (Eloísa)
- Iris Morenza (Paulina)
- Alba Mujica (Mauricia)
- Paquita Muñoz (La Taquera)
- Guillermo Murray (Ferrari)
- Claudia Nelson (Julieta)
- Horacio O'Connor (Emilio Méndez Uriarte)
- Mario Otero (Natalio)
- Romualdo Quiroga (Manfredi)
- Ignacio Quirós (Dr Ignacio Quiroga)
- Josefina Ríos (Corina)
- Eduardo Rudy (Dr. Rivera)
- Rodolfo Salerno (Molina)
- Perla Santalla (Elena)
- Amalia Scaliter (Rosalía)
- Enrique Talión (Pancho)
- Nelly Tesolín (Renata)
- María Valenzuela (Andrea)
- Carlos Vanoni (Germán)
- Sebastian Vilar (Martin)
- Jorge Villalba (Valerio)
- Ada Zanet (Enfermera)

### Equipo técnico[3]
- Libro: Abel Santa Cruz
- Vestuario: Jorge Arnoni
- Maquillaje: Horacio Pisani
- Relator: Osvaldo Cané
- Sonido y musicalización: Ubaldo Burraco
- Escenografía: Rubén Greco
- Iluminación: Ángel Giménez - Juan Carlos Suárez
- Asistente de dirección: Alejandro Faura- Cacho Trescenza
- Producción y dirección: Martha Reguera
- Cortina musical cantada por Roberto Achával[4]